# Alfred Hauge
Alfred Hauge (17 de Outubro de 1915 - 31 de Outubro de 1986) foi um romancista, poeta e historiador norueguês.  Hauge escreveu profusamente sobre a vida nas ilhas Ryfylke e sobre a emigração de noruegueses para os EUA.

## Biografia
Hauge nasceu e cresceu em Sjernarøy na ilha de Kyrkjøy, município de Finnøy, no distrito de Rogaland, Noruega.
Hauge é especialmente conhecido pela descrição da vida e aventuras de Cleng Peerson, um imigrante pioneiro norueguês nos EUA na década de 1820. A sua trilogia inclui: Hundevakt (1961; Turno do meio), Landkjenning (1964; Terra à vista) e Ankerfeste (1965; Ancoragem). Esta obra no seu conjunto foi publicada como Cleng Peerson na Noruega em 1968. Uma versão em inglês foi traduzida por Eric J. Friis e publicada sob o mesmo título em 1975. Esta publicação foi lançada como uma das publicações oficiais do sesquicentenário da emigração norueguesa.
Hauge recebeu inúmeros prémios literários durante a sua carreira. Em 1955, ganhou o Gyldendal Endowment, um prémio de literatura que foi concedido pelo editor norueguês Gyldendal Norsk Forlag. Em reconhecimento ao seu trabalho recebeu também o Prémio dos Críticos de Literatura Noruegueses em 1965.
Foi erigida uma estátua a Hauge em Kyrkjøy na Igreja Sjernarøy (em norueguês: Sjernarøy kirke), uma igreja de madeira histórica que data de 1636. O compositor Hallvard Johnsen escreveu uma ópera baseada na obra de Alfred Hauge, Legenden om Svein og Maria. A ópera foi levada a cena pela primeira vez em 3 de setembro de 1973 pela Opera e Ballet da Noruega (em norueguês: Den Norske Opera & Ballet) em Oslo.

## Obras Seleccionadas
- Septemberfrost: eit folkelivsbilete frå åra 1812-14 (1941)
- Skyer i drift over vårgrønt land (1945); colectânea de poesia
- Hans Nielsen Hauge: Guds vandringsmann (1947)
- Tuntreet blør (1953); romance
- Kvinner på Galgebakken (1958); romance
- Cleng Peerson: hundevakt (1961) romance (Parte I de Cleng Peerson- trilogia)
- Cleng Peerson: landkjenning (1961) romance (Parte II de Cleng Peerson- trilogia)
- Gå vest - gjennom Amerika i emigrantspor (1963) Um esboço de livro de viagens ilustrado por Henry Imsland
- Cleng Peerson: ankerfeste. (1965) (Parte III de Cleng Peerson- trilogia)
- Mysterium (1967) romance
- Cleng Peerson: utvandring (1968) peça de teatro escrita em colaboração com Asbjørn Toms.
- Det evige sekund (1970) colectânea de poesia
- Evangelium (1977) colectânea de poesia
- Barndom (1975) recolhas pessoais
- Ungdom (1977) recolhas pessoais
- Flinta-Lars: det gamle Jæren i tradisjon og folkeminne (1985) memórias sobre folclore
- Gamle Jæren: andre boka om tradisjon og folkeminne etter Lars A. Tjøtta (1986) memórias sobre folclore
- Manndom. Livsminne (1999), manuscrito publicado após a morte de Alfred Hauge pela sua família em cooperação com o editor Gyldendal

## Prémios
- Melsom 1949
- Gyldendal 1955
- Sunnmørs 1958, por Kvinner på Galgebakken
- Norwegian Critics Prize for Literature 1965, pela trilogia sobre Cleng Peerson
- Sokneprest Alfred Andersson-Ryssts fond 1974
- Nynorsk Literature Prize 1984, por Serafen

## Ligações Externas
- “Norwegian Opera & Ballet - Official Website”
- “Cleng Peerson. Stavanger u.a. Univ.-Forl. 1983 .WorldCat.”
- “Sjernarøy kirke”